# Сара Вон
Сара Вон (англ. Sarah Lois Vaughan; 27 березня 1924, Ньюарк — 3 квітня 1990, Гідден-Гілз, Каліфорнія) — афроамериканська джазова співачка, одна з найвідоміших в XX столітті. Премія «Греммі» в номінації «Краща джазова вокалістка» (1982).

## Біографія

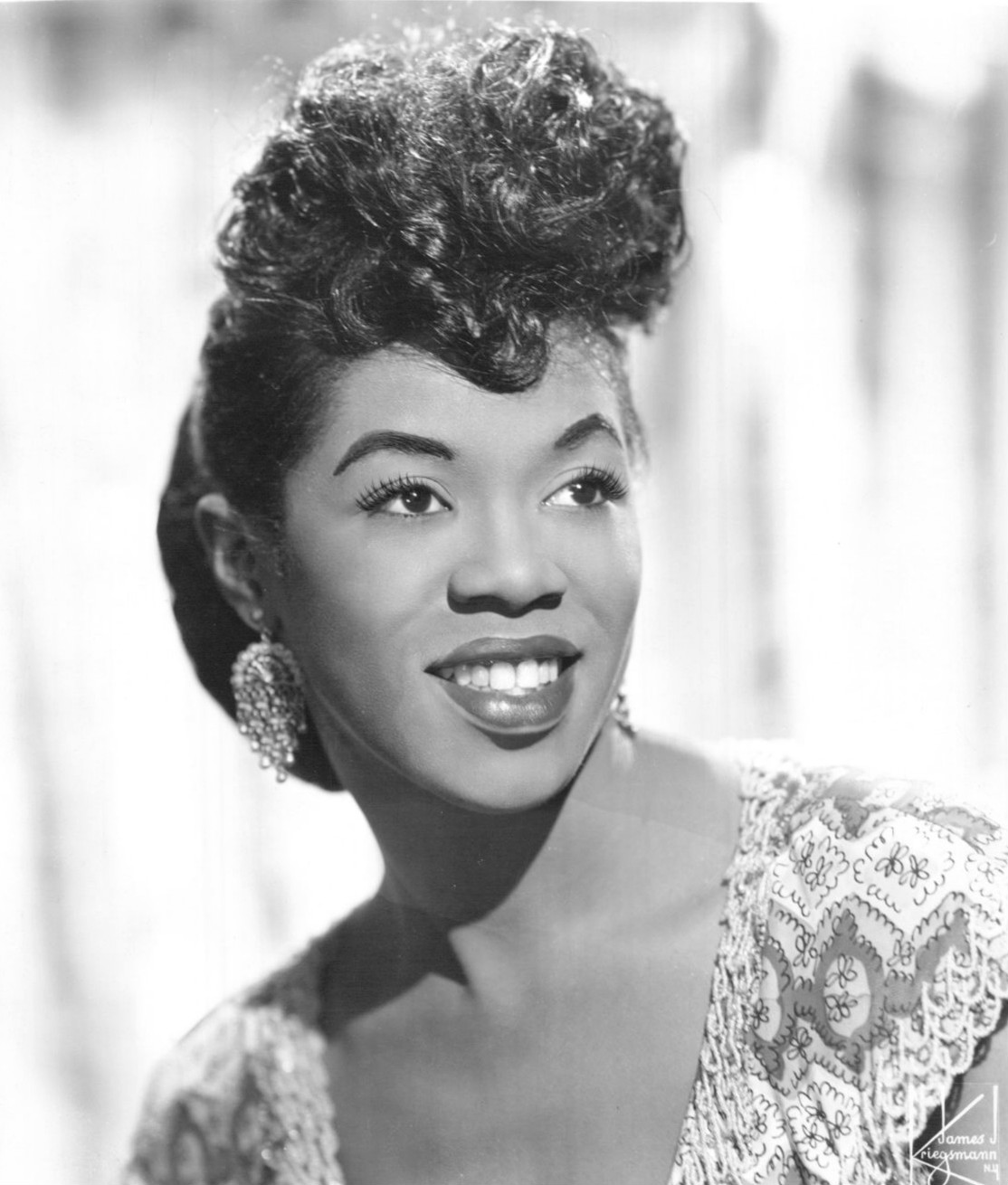
Сара Вон у 1955 році

У дитинстві співала в баптистському церковному хорі і вчилася грати на фортепіано. Систематичної музичної освіти не отримала. Зірка Сари Вон зійшла в 1942 році. Протягом наступних трьох років вона працювала в бігбендах, потім розпочала сольну кар'єру. Кращі ранні записи: Mean to me (1945), Body and soul (1946), Once in a while (1947), Is not misbehavin (1950), East of the sun (1950). З другої половини 1950-х років переважно виступала в джазових клубах, на сцені з'являлася рідко. У 1967—1972 роках не виступала. Повернулася до публічної активності в 1970-e роки, гастролювала більш ніж в 60 країнах світу, широко записувалася. Поряд з джазовим репертуаром охоче виконувала популярну музику, в тому числі співала пісні Леграна (1972), Сондхейма (Send in the clowns, з мюзиклу 1973 року), Лінса (Love dance, 1982) та ін. За запис гершвіновскіх «стандартів» з Лос-Анджелесскім симфонічним оркестром (під управлінням М.Тільсона Томаса) була відзначена премією «Греммі» (1982).
Вон заперечувала, коли її називали джазовою співачкою: вона вважала, що її стильовий діапазон ширше. Померла у віці 66 років від раку легенів.

## Вокал
З роками голос Сари Вон ставав глибше, а виконавський стиль ускладнювався, балансуючи на грані вишуканості і манірності. Свій унікальний голос вона вважала своєрідним музичним інструментом — слова виконуваних пісень і їх значення грали для неї підпорядковану роль. Для її вокального стилю характерні глісандо, що охоплюють октаву і ширші інтервали.